# Emmanuel Eni
Emmanuel Eni (Igbanke, 1967) è un artista nigeriano.

## Biografia
Tra il 1971 e il 1982, dopo aver frequentato le scuole elementari e medie, si è iscritto al Collage Igbobi per conseguire il diploma superiore (HSC). Tra il 1982 al 1984 ha studiato arte al Auchi Polythechnic, ricevendo il diploma nazionale (OND). Tra il 1986 - 1991 ha studiato presso l'Università di Benin in Nigeria, dove si è laureato, conseguendo il titolo di dottore in discipline artistiche. Tra 1992 - 1994 ha frequentato un master in arte alla Royal Academy of Art a Londra.

## Sculture
Emmanuel Eni crea sculture in bronzo e terra cotta. Negli ultimi tempi si è concentrato sull'utilizzo di materiale di riciclo e di uso comune. Un'opera famosa è “Elephant”. L'elefante, per l'artista, rappresenta la madre di tutti gli animali, nonché l'animale più grande del paese. 
L'opera ha riscosso molto successo grazie alla sua forma, dimensione e colore. Attualmente in natura non esiste altro animale in via di estinzione che sia più importante. L'artista sostiene che nel momento in cui si estingueranno gli elefanti, scomparirà la natura. La scultura è realizzata in cemento e sostenuta all'interno da ferro e acciaio di diverse dimensioni con lo scopo di sorreggere il telaio dell'opera. Il colore dell'elefante ha le stesse tonalità della terra, questo fa sì che l'animale sembri appena uscito da un bagno nel fango.

## Mostre
- 1987 "Art for Life", National Museum Benin, Nigeria
- 1988 "Forms in Motion", Bendel art Council Benin, Nigeria
- 1989 "Drawing School", Università di Lagos, Nigeria
- 1990 "Labyrinths", B.A. mostra per progetto universitario di Benin, Nigeria
- 1990 "Art Expo ´90", Johannesburg, South Africa
- 1991 "Sculptures and Drawings", Nairobi, Kenya
- 1992 "Parables", Nationalmuseum Lagos, Nigeria
- 1994 "Image Splash", Art Service Gallery, Centre Pompidou, Paris, France
- 1994 "Art and Light", Spectral, Freiburg, Germany
- 1994 "Unveiling", Kulturfabrik, Sasbach, Germany
- 1994 "Creation Story", Albertus Magnus-Haus, Freiburg, Germany
- 1995 "One Before", Susan Cummings Gallery, Philadephia
- 1996 "Parts of Clay", Centre Monroe for Arts, Hoboken, New Jersey, USA
- 1998 "Spirit to Spirit", Adalphy Galleries, New Jersey, Newark, USA
- 1999 "Current Art Affairs", Centre Monroe for Arts, Hoboken, New Jersey, USA
- 2002 “Form for you”, Terra-kotta door sculpture gallery, Berlin, Germany
- 2002 “Life in A4” Terra-kotta door sculpture gallery, Berlin, Germany
- 2005 “Wasser Brennt”, Galerie Habari, Vienna
- 2005 Visiting Profesional of Sculpture - Rhode Island School of Design (RISD), USA
- 2006 “Death of the curator” installation State Museum Leipzig, Germany
- 2006 “History of love” installation Gallery by Prater, Berlin, Germany
- 2006 “Israel & Palestine”, Biennale Dakar / DAK'ART, Dakar, Senega

## Pubblicazioni
Masquerade Undressing è stato pubblicato da CPN editori nel West Midlands in Inghilterra.
È una raccolta di poesie e racconti, alcuni dei quali risalenti a quindici anni fa. Parte dei testi sono stati presentati dalla Multi-Cultural Radio di Berlino, nonché rappresentati in innumerevoli spettacoli teatrali. Il Death Preacher è un vecchio classico del poeta scritto nel 1995, mentre il nuovissimo Black man in European kitchen è un'opera narrativa che rivela il fascino magico delle culture che, nonostante le loro diversità, possiedono una serie di somiglianze.

## Racconti
- Anghui Igwe (sun of the sky)
- Ovoranwen, Nor gbai si
- Shapito
- Iduaya and the Make Make Man
- Great untiteled
- Sunny saharah day
- One night out
- Do you love machine
- Oba Ohenhen
- The tale of the signs
- The bottle seller
- Short story of electric light
- How birds got their feathers
- Black man in european kitchen
- The money changer
- Ehm by us
- Gbor mo-Gbor mo (The wicked kidnapper)
- Onyem, buru (night soil man)
- As Obauje came
- Poems